# La ciudad no es para mí
La ciudad no es para mí és una pel·lícula espanyola de 1966 dirigida per Pedro Lazaga, protagonitzada per Paco Martínez Soria i basada en l'obra de teatre homònima escrita per Fernando Ángel Lozano, pseudònim de Fernando Lázaro Carreter. Va ser gran èxit de públic i va suposar el gran llançament al cinema de Martínez Soria, que ja era un dels actors més aplaudits i cotitzats en el teatre espanyol.

## Obra teatral
El guió de la pel·lícula està basat en l'obra teatral homònima escrita per Fernando Lázaro Carreter, sota el pseudònim Fernando Ángel Lozano, estrenada el 13 de juny de 1962 en el teatre principal de Palència; el 23 d'agost de 1962 en el teatre Talía de Barcelona; i el 6 de febrer de 1963 en el teatre Eslava de Madrid amb el següent repartiment:
- Luchy (Milagros Pérez De León)
- Filo (Pepita Otero)
- Carolina (Asunción Montijano)
- Genoveva (María Teresa Panal)
- Belén (Nuria Carresi)
- Agustín Valverde (Paco Martínez Soria)
- Gusti Valverde (Alberto Sola)
- El cura (Germán Algora)
- Roque (Felipe Valdés)
- Ricardo (Luis Zorita)
- Venancio (Manuel Cuevas)
- Gogo (Manolo Garco)

L'obra va aconseguir un gran èxit en la cartellera barcelonina, arribant a les 3.000 representacions. Era interpretada per Paco Martínez Soria, que també seria el protagonista de la versió cinematogràfica.

## Argument
Agustín Valverde (Paco Martínez Soria) és natural d'un poblet de la comarca de Campo Romanos anomenat Calacierva. Mai ha sortit del seu poble i un dia decideix visitar al seu fill Agustín (Eduardo Fajardo), que viu a Madrid, treballa de metge i té una filla. El pare arriba a ser una molèstia per al seu fill i la seva família, ja que s'alternen amb l'alta societat i, encara que sincer i excessivament disposat a ajudar, el seu comportament no acaba de resultar adequat per a aquests ambients.

## Recepció
Pedro Masó, productor de la pel·lícula, va gastar cinc milions de pessetes en la seva producció i mantenia molts dubtes sobre la recuperació de la seva inversió abans de la seva estrena. Davant la preocupació, l'actor Martínez Soria, més segur del seu triomf, es va oferir a pagar-li la quantitat invertida per a quedar-se amb els drets. La pel·lícula va ser un èxit clamorós de públic que la va convertir en el llargmetratge espanyol més vist de la dècada dels seixanta, amb gairebé 4,3 milions d'espectadors i una recaptació de més de 73 milions de pessetes (438.786,30 €), convertint-se en una de les pel·lícules amb més espectadors de la història del cinema espanyol.
L'actor Paco Martínez Soria va obtenir el Fotogramas de Plata al millor intèrpret de cinema espanyol de 1966 per aquesta pel·lícula.